# Koronacantha mexicana
Koronacantha mexicana is een soort in de taxonomische indeling van de Acanthocephala (haakwormen). De worm wordt meestal 1 tot 2 cm lang. Ze komen algemeen voor in het maag-darmstelsel van ongewervelden, vissen, amfibieën, vogels en zoogdieren.
De haakworm komt uit het geslacht Koronacantha en behoort tot de familie Illiosentidae. Koronacantha mexicana werd in 1996 beschreven door Monks & Pérez-Ponce de León.